# 福島県道269号月舘川俣線
福島県道269号月舘川俣線（ふくしまけんどう269ごう つきだてかわまたせん）は、福島県伊達市から伊達郡川俣町に至る一般県道である。

## 路線概要
- 起点：伊達市月舘町月舘字舘ノ腰
- 終点：伊達郡川俣町大字羽田字宮前
- 総延長：7.463km[1]
  - 実延長：総延長に同じ

## 沿革
- 1976年（昭和51年）11月16日 - 福島県によって県道路線に認定される[2]。

## 通過する自治体
- 伊達市 - 伊達郡川俣町

## 接続・交差する道路
- 伊達市内
  - 国道349号御代田バイパス（月舘町月舘字舘ノ腰 起点）
- 川俣町内
  - 国道114号（羽田字宮前 終点）

## 沿線
- 糠田川
- 女神山